# Getto w Witebsku
Getto w Witebsku (jid. ‏וויטעבסקער געטאָ‎, Witebsker geto) – żydowskie getto istniejące w 1941 w Witebsku na Białorusi. 
Zostało utworzone po tym jak 11 lipca 1941 wojska niemieckie wkroczyły do miasta. Na jego terenie znalazło się 16 tys. osób uznanych za Żydów. Likwidacja getta nastąpiła już po trzech miesiącach pod pretekstem zagrożenia epidemiologicznego dla miasta – 8 października 1941 rozpoczęła się trwająca trzy dni zbrodnia przez Niemców nazwana eufemistycznie Aktion: witebscy Żydzi zostali rozstrzelani nad brzegami Wićby, a później ich ciała wrzucono do rzeki. 
Więźniem witebskiego getta była Ada Rajczonak (ur. 1937), białoruska nauczycielka i działaczka społeczna, organizator plenerów w Hermanowiczach na Szarkowszczyźnie, założycielka muzeum Jazepa Drazdawicza.